# Дружное (Ровненская область)
Дружное (укр. Дружне) — село, входит в Гощанскую поселковую общину Ровненского района Ровненской области Украины.
Население по переписи 2001 года составляло 258 человек. Почтовый индекс — 35464. Телефонный код — 3650. Код КОАТУУ — 5621284407.